# Таран Віталій Михайлович
Тара́н Віта́лій Миха́йлович (19 листопада 1939 р., м. Алушта – 2017, Київ, Україна) – український вчений у галузі процесів і обладнання харчових, фармацевтичних і мікробіологічних виробництв. Доктор технічних наук, професор. Лауреат державної премії України в галузі науки і техніки. Заслужений працівник освіти України.

## Біографія
Народився 19 листопада 1939 р. в м. Алушта у родині робітників.
В 1963 р. він успішно закінчив механічний факультет Київського технологічного інституту харчової промисловості (нині – Національний університет харчових технологій).
Після закінчення інституту в 1963-65 роках працював завідувачем ремонтно-механічного цеху Джанкойського консервного заводу.
В 1965 р. Таран В.М. вступає до аспірантури на кафедру процесів і апаратів, і в 1970 р. захищає дисертацію на здобуття наукового ступеня кандидата технічних наук за темою «Исследование однонаправленных тарелок для применения их в спиртовой промышленности» за спеціальністю «Машини і апарати харчової промисловості». Науковий керівник – професор Всеволод Стабніков.
Усі наступні роки життя Віталій Таран присвячує науковій та науково-педагогічній роботі в університеті: спочатку – на посаді асистента, із 1970 р. - старшого викладача, із 1973 р. - доцента, у 1989 р. його обирають професором кафедри Машин і апаратів харчових виробництв (нині – кафедра машин і апаратів харчових і фармацевтичних виробництв), а з 1999 до 2013 р. він завідував цією кафедрою.
В 1989 р. Віталій Таран захистив дисертацію на здобуття наукового ступеня доктора технічних наук за темою «Повышение эффективности газожидкостных массообменных процессов в пищевой технологии и совершенствование их аппаратного оформления» за спеціальністю «Процеси і апарати харчових виробництв».
Віталій Таран працював членом і заступником голови спеціалізованої Вченої ради з захисту докторських дисертацій, членом експертної ради з технології харчової та легкої промисловості Вищої атестаційної комісії України, протягом кількох років був відповідальним секретарем приймальної комісії університету.
Був членом редакційних колегій наукових журналів України та Болгарії.
За цикл праць по ректифікації спирту в 1998 р. професору Віталію Тарану присуджено Державну премію України в галузі науки і техніки.
Віталій Таран завжди брав активну участь у громадському житті університету. Впродовж 7 років (1998–2005 р.) він очолював профспілку викладачів і співробітників Національного університету харчових технологій, був членом бюро профспілки працівників освіти і науки міста Києва.
За сумлінну і наполегливу працю професор Віталій Таран нагороджений медалями, почесними знаками та грамотами Міністерства Освіти і науки України, Міністерства аграрної політики України, грамотами Профспілок працівників освіти і науки міста Києва, має почесне звання «Заслужений працівник освіти України».

## Наукова діяльність
Професор Віталій Таран - провідний вчений у напрямку інтенсифікації масообмінних процесів харчових виробництв і удосконалення їх апаратурного оформлення. Він теоретично та експериментально обґрунтував підвищення ефективності масообмінних процесів у газорідинних системах методом спрямованого введення фаз і організацією контрольованих циклічних режимів. Здійснена практична реалізація в колонних апаратах нових гідродинамічних режимів та контрольованих циклічних процесів.
Наукові розробки Тарана В.М. впроваджено у серійне виробництво на підприємствах харчової промисловості України, Узбекистану, Білорусі, Росії. Більш ніж 25 ректифікаційних апаратів з розробленими контактними пристроями працюють на 15 підприємствах гідролізної промисловості.
За цикл праць з ректифікації спирту в 1998 р. професору Віталію Тарану присуджено Державну премію України в галузі науки і техніки.

## Членство у редакційних колегіях журналів
Харчова промисловість (Україна)
Ukrainian Food Journal (Україна)
Journal of Food and Packaging Science, Technique and Technologies (Болгагія)
Наукові праці Національного університету харчових технологій (Україна)

## Викладацька діяльність

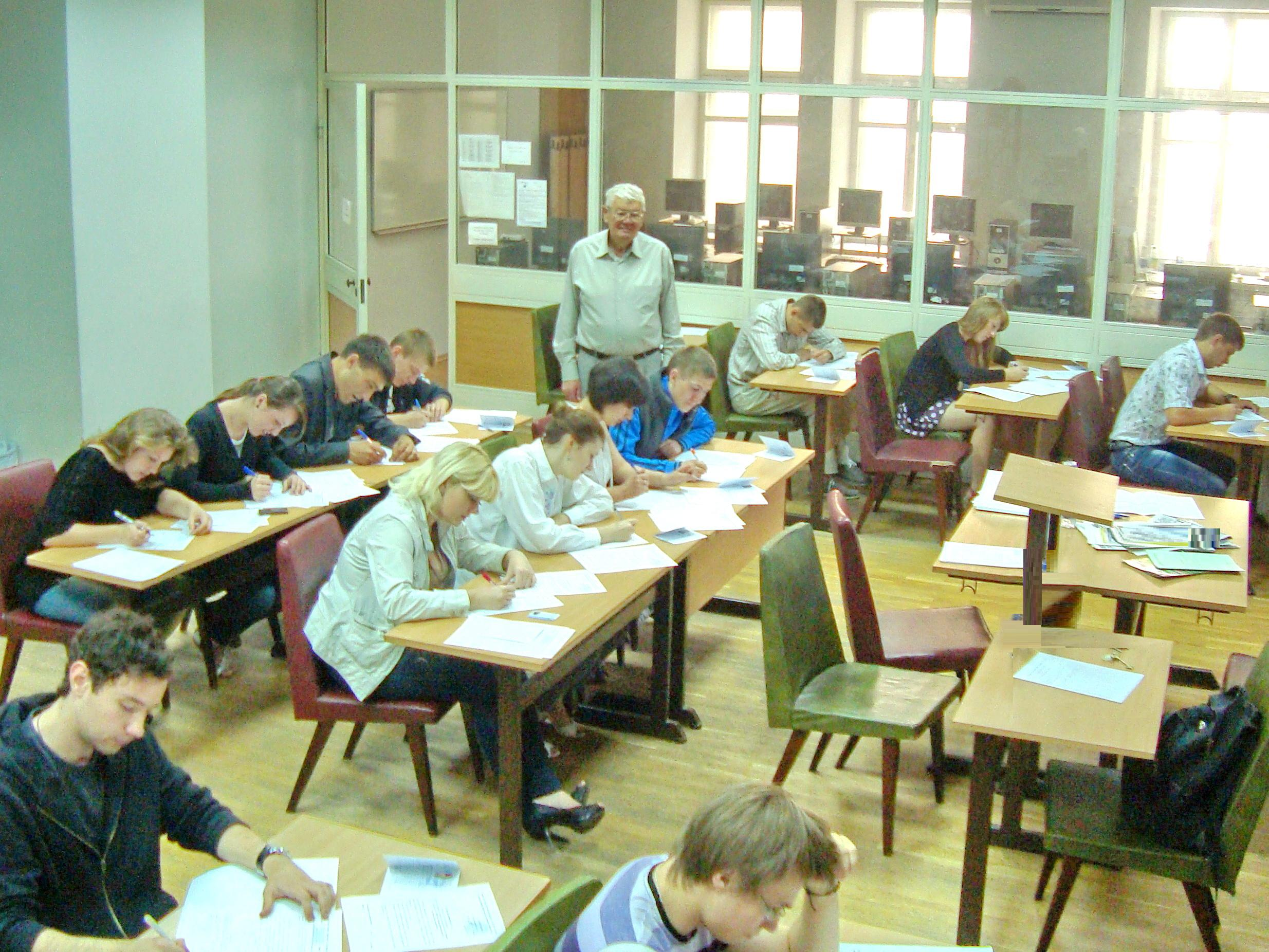
Лекція професора Віталія Тарана

Професор Віталій Таран викладав навчальні дисципліни «Процеси і апарати харчових виробництв», «Технологічне обладнання харчових виробництв» та інші.
Керував секцією технологічного обладнання бродильних виробництв.
Був піонером у використанні інноваційних методів навчання, зокрема у 1980-90 роках активно використовував навчальне телебачення, а пізніше – мультимедійні засоби навчання.
Опублікував 30 навчальних посібників і методичних розробок.
У складі авторського колективу підготував розділи до 3-ох підручників:
«Обладнання підприємств переробної та харчової промисловості» (2007 р.),
«Процеси і апарати харчових виробництв» (2003 р.),
«Проектирование процессов и аппаратов пищевых производств» (1982 р.).
Під керівництвом Тарана В.М захищено 14 кандидатських дисертацій, підготовлено 30 магістрів та понад тисячу інженерів.

## Сім'я
Дружина – Хрістіансен Маргарита Георгіївна

## Звання і посади
Кандидат технічних наук (1970)
Доктор технічних наук (1989)
Професор (1989)
Завідувач кафедри Машин і апаратів харчових і фармацевтичних виробництв (1999)

## Нагороди

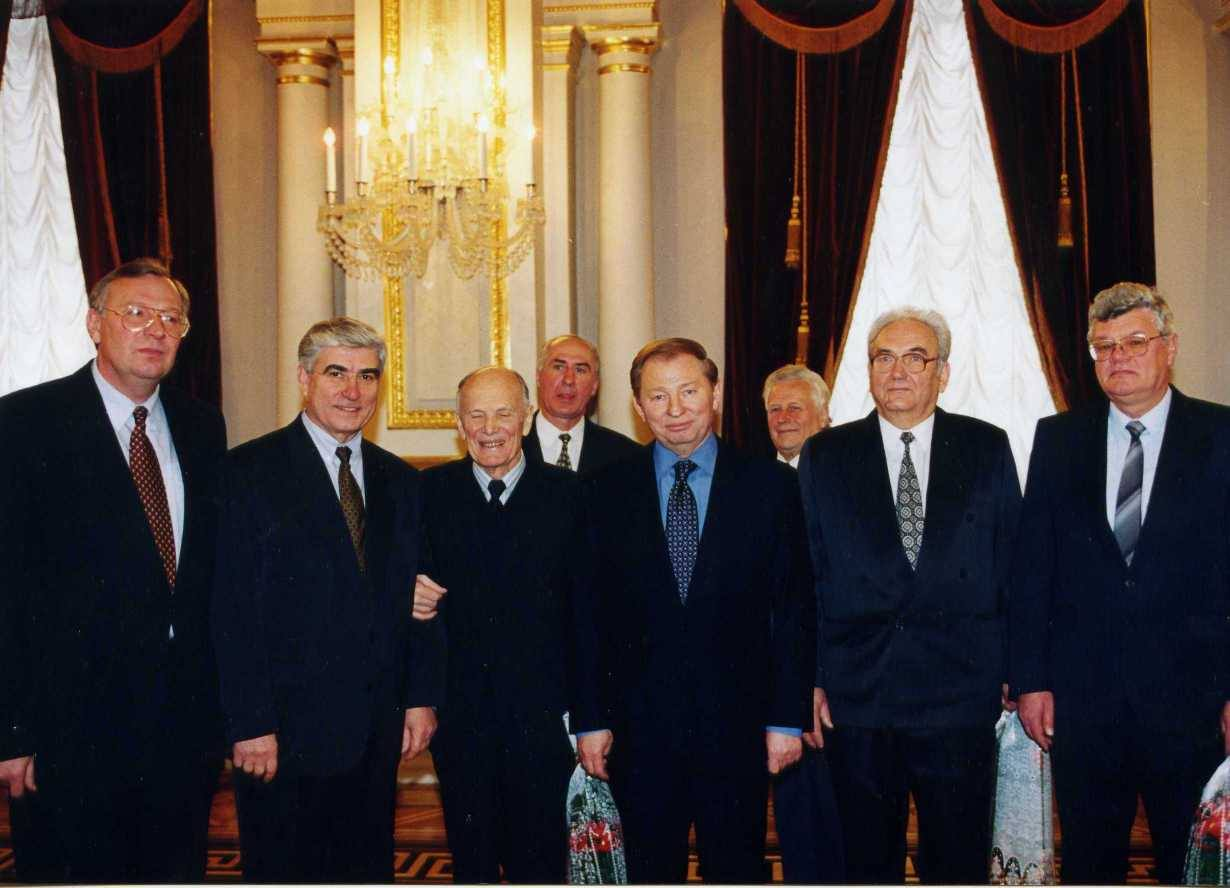
Під час вручення державної премії у галузі науки і техніки

Державна премія України у галузі науки і техніки (1998)
Заслужений працівник освіти України

## Наукові праці
Професор Віталій Таран – автор понад 300 наукових праць, 27 патентів.
- Maleta V., Kiss A., Taran V., Maleta B. (2011), Understanding process intensification in cyclic distillation systems, Chemical Engineering and Processing - Process Intensification, Volume 50, Issue 7, pp. 655–664. DOI: 10.1016/j.cep.2011.04.002
- Віталій Таран, Олександр Гавва, Володимир Теличкун, Олексій Губеня, Валентин Решетняк (2013), Історичні фрагменти розвитку кафедри машин і апаратів харчових та фармацевтичних виробництв НУХТ, Ukrainian Food Journal,  Volume 2. Issue 4, pp. 618–624.
- Таран В.М., Анистратенко В.А., Стабников В.Н. (1968), Сравнение гидродинамических характеристик чешуйчатых  тарелок  различных размеров, Теоретические основы химической технологии, №6, с. 914-920.
- Таран В.М., Мельник М.Л., Корнієнко В.В. (2012), Зневоднення етилового спирту морденітом, Харчова промисловість, с. 135-138.